# Miko Miko Nurse
Miko Miko Nurse (巫女みこナース Miko Miko Nāsu?) es un juego eroge japonés para PC, lanzado el 23 de mayo de 2003. La fama de este juego se debe a su canción principal "Miko Miko Nurse - Tema de amor" (巫女みこナース・愛のテーマ Miko Miko Nāsu - Ai no Tēmu?)

## Argumento
La historia se sitúa en el "Hospital paraíso" (極楽病院 Gokuraku Byōin?), que está en la vanguardia en el tratamiento de ancianos. Como resultado del retiro del fundador, los dos herederos no pueden ponerse de acuerdo en qué uniforme deben usar las enfermeras - una que tiene un estilo del miko, u otro que tiene un estilo de monja. En medio del discusión feroz está Tatsuya Makishima, un doctor en entrenamiento.

## Personajes
- Tatsuya Makishima (牧嶋 達哉?)

El protagonista del juego, un doctor en entrenamiento, quien está distantemente relacionado con el fundador del hospital.
- Futaba Mikoshiba (御子柴 二葉?)

Enfermera de 19 años que trabaja duramente pero incurre en equivocaciones a menudo. Ella es la modelo del uniforme de la "enfermera de miko".
- Miki Sudō (須藤 美希?)

Enfermera de 21 años que toma su trabajo seriamente. Ella suele ayudar a Futaba debido a los errores frecuentes de ellaa. Ella es la modelo del uniforme de la "enfermera de monja".

## Banda sonora
Opening
- Miko Miko Nurse - Tema de Amor (巫女みこナース・愛のテーマ Miko Miko Nāsu - Ai no Tēmu?)
  - Letra: Kashiwagi Ruzarin
  - Compositor: Kashiwagi Ruzarin
  - Intérprete: Chu☆

Ending
- Miko Miko Nurse - Canon para una querida persona (巫女みこナース・愛しき人に捧ぐカノン Miko miko nāsu - Itoshiki hito ni Sasagu Kanon?)
  - Letra: Kashiwagi Ruzarin
  - Compositor: Kashiwagi Ruzarin
  - Intérprete: Chu☆

## Tema de amor
Escrita por Kashiwagi Ruzarin y cantada por Chu☆, la canción ha sido usada en muchas animaciones flash, y vídeos en internet, y se ha convertido en un pequeño fenómeno de éste. La parte rápida, al final de la canción, la cual repite la frase "Miko Miko Nurse!" muchas veces, es la más conocida.
En Estados Unidos, la canción fue conocida a través de una animación flash realizada por Dwedit. La animación usa únicamente la parte rápida del final de la canción, y en esta aparecen personajes tales como Stephen Hawking, Barney, Dancing Mink, Pixie, Blue Virus, Red Virus, Yellow Virus, Lain, Underpants Gnomes, FreeBSD Demon, Zelda Commercial Kid, Pikachu, Piakchu, Ness, Paula, Cheetahmen, Metroid, Captain N The Game Master, Miffy Bunny, Shigeru Miyamoto, Kim Jong-il, Dr. Evil, Dancing Fattie, Dr. Phil, Bald Bull, Hiho character (red), Special Olympics Runner, Mcdonalds Chicken Head, Leonardo, Paige Fox, George W. Bush, Lina Inverse, Ouchy the Clown, Stupid Guitarists, Ray Charles, Cliche Kitty, Domo Kun, James, Jeff, Poo, Monica Lewinsky, Pink haired girls - 3 Nin Matsuri un grupo de pop japonés, y Nasu.
En Japón, la canción fue utilizada en un comercial para una compañía llamada "Dwango", y ha estado disponible en algunas máquinas de karaoke desde el 21 de diciembre de 2005.
Gracias a los sistemas de subida de vídeos, se han dado a conocer una numerosa cantidad de AMV con la canción de Miko Miko Nurse.

## Curiosidades
- Las frases "namamugi namagome" y "kaeru pyoko pyoko" son segmentos de unos muy conocidos trabalenguas japoneses. Estas frases son "namamugi namagome namatamago" y "kaeru pyoko pyoko mi pyoko pyoko, awasete pyoko pyoko mu pyoko pyoko".
- La animación flash hecha por Dwedit se realizó como respuesta a una larga discusión en los foros de Drangon-warrior.
- La imagen de Barney con ojos rojos en la animación de Dwedit corresponde a un avatar de un usuario del foro de Dragon-warrior.[1]